# PIREP
PIREP (akronim za Pilot report) je sporočilo, ki ga odda pilot iz zraka preko radijske zveze osebju na tleh. Po navadi gre za pomembna sporočila o vremenu, ki lahko vplivajo na varnost npr. striženje vetra, močna turbulenca, zalejevanje, nevihta in drugo. Osebje na tleh potem posreduje podatke drugim pilotom.
V pirepu morajo biti podatki o času sporočila, lokaciji, višini, tipu letala in karseda natančen opis vremenskega pojava.